# Ортис, Луис (боксёр, 1965)
Луис Ортис Флорес (исп. Luis Ortíz Flores; род. 5 ноября 1965, Умакао) — пуэрто-риканский боксёр, представитель лёгкой весовой категории. Выступал за сборную Пуэрто-Рико по боксу в середине 1980-х годов, серебряный призёр летних Олимпийских игр в Лос-Анджелесе. В период 1985—1986 годов боксировал также на профессиональном уровне.

## Биография
Луис Ортис родился 5 ноября 1965 года в муниципалитете Умакао, Пуэрто-Рико.

### Любительская карьера
Наибольшего успеха как боксёр добился в сезоне 1984 года, когда вошёл в основной состав пуэрто-риканской национальной сборной и благодаря череде удачных выступлений удостоился права защищать честь страны на летних Олимпийских играх в Лос-Анджелесе. В категории до 60 кг благополучно прошёл первых четырёх соперников по турнирной сетке, тогда как в решающем финальном поединке техническим нокаутом во втором раунде проиграл американцу Пернеллу Уитакеру, будущему многократному чемпиону мира среди профессионалов. Выигранная им серебряная олимпийская медаль стала первой подобной медалью в истории олимпийского движения Пуэрто-Рико (на предыдущих Олимпиадах боксёры Хуан Венегас и Орландо Мальдонадо завоёвывали бронзовые медали). Кроме того, на Играх в Лос-Анджелесе бронзу получил его товарищ по сборной Аристидес Гонсалес, и это был первый раз, когда пуэрториканцы привезли с Олимпийских игр сразу две медали.

### Профессиональная карьера
По окончании Олимпиады Ортис решил попробовать себя на профессиональном уровне, тем не менее, не добился здесь каких-то больших успехов — в 1985—1986 годах одержал две победы и потерпел одно поражение по очкам. После третьего боя принял решение завершить спортивную карьеру и затем работал в офисе в своём родном городе Умакао.